# José Botelho
José Botelho (Rio de Janeiro, 24 de fevereiro de 1931) é um clarinetista brasileiro.
Mudou-se com a família ainda criança para Portugal, diplomando-se no Conservatório de Música do Porto com o professor Costa Santos. Regressou ao Brasil em 1954, para trabalhar na orquestra da Rádio Gazeta de São Paulo. Foi selecionado para a posição de clarinetista da Orquestra Sinfônica do Theatro Municipal do Rio de Janeiro em 1954 e, neste período, teve contato com Heitor Villa-Lobos e Francisco Mignone, que lhe dedicou seu Concertino para Clarineta. Vários outros compositores brasileiros de importância, como José Siqueira, Osvaldo Lacerda, Camargo Guarnieri, Bruno Kiefer e César Guerra-Peixe dedicaram-lhe algumas das suas obras, o que confirma sua importância como instrumentista.
Em 1977, Botelho tornou-se primeiro clarinetista da Orquestra Sinfônica Brasileira. Em 1973 começou a ensinar na Escola de Música Villa-Lobos e, depois, na Universidade Federal do Rio de Janeiro (UNIRIO), até sua aposentadoria em 1995. Nestas instituições tornou-se o professor de inúmeros clarinetistas brasileiros, entre eles Paulo Sérgio Santos, Fernando Silveira e Cristiano Alves.